# Сумпосад (станция)
 Сумпосад — станция (тип населённого пункта) в составе Сумпосадского сельского поселения Беломорского района Республики Карелия. Фактически вошёл в состав села Сумский Посад

## География
Расположен в северо-восточной части Карелии, вблизи реки Сума в 4 км от Онежской губы (Поморский берег), в 43 км к юго-востоку от Беломорска и в 280 км к северу от Петрозаводска.
Фактически является микрорайоном села Сумский Посад.

### Климат
Находится на территории, относящейся к районам Крайнего Севера.
Зима длится до двухсот дней, лето не более шестидесяти дней. Средняя температура февраля −11.2 °C, июля +15.9 °C.

## История
Мореходное училище.
Посёлок железнодорожников и их семей появился в 1941 году. Название — по станции, которая получила название от села Сумский Посад.

## Население
| 2002 | 2009 | 2010 | 2013 |
| ---- | ---- | ---- | ---- |
| 324  | ↘315 | ↘253 | ↘244 |

## Инфраструктура
Путевое хозяйство. Действует железнодорожная станция Сумский Посад на линии «Беломорск — Обозерская». К станции подходит дорога регионального значения (идентификационный номер 86К-34) «Сумпосад-вокзал» протяженностью около 0,8 км

## Транспорт
Автомобильный и железнодорожный транспорт.